# Constantine (web-série d'animation)
Pour les articles homonymes, voir Constantine.
Constantine (Constantine: City of Demons) est une web-série d'animation américaine en deux épisodes de 29 et 39 minutes des producteurs exécutifs David S. Goyer, Greg Berlanti et Sarah Schechter. Elle a d'abord été distribuée en 5 épisodes sur la plateforme de streaming en ligne CW Seed, puis en deux parties. Elle est basée sur le personnage de John Constantine de la série de comic book Hellblazer publiée par DC Comics dans la collection Vertigo.
La série fait partie du DC Animated Movie Universe et elle est un spin-off du film Justice League Dark (2017).
Matt Ryan reprend son rôle de John Constantine, mais elle ne fait pas suite aux aventures de la série télévisée Constantine et ne fait donc pas partie du Arrowverse.
Lors de la sortie en DVD et Blu-ray, les épisodes sont compilés sous la forme d'un film de 90 minutes réalisé par Doug Murphy et reprend son titre original Constantine : City of Demons. Il sort le 9 octobre 2018 aux États-Unis et le 17 octobre 2018 en France.

## Synopsis
John Constantine est un exorciste et adepte de la magie noire dévoré par ses erreurs passées. Il défend l'humanité des forces de l'ombre. Ce dernier accepte d'aider son ami d'enfance, Chas Chandler, à sauver sa fille qui est plongée dans un profond coma. Sa pathologie est due à des forces maléfiques qui sévissent à travers le monde. Constantine doit se rendre à Los Angeles, épicentre de l'activité démoniaque, pour affronter Beroul.

## Distribution

### Voix originales
- Matt Ryan : John Constantine
- Damian O'Hare : Chas Chandler
- Laura Bailey : Asa the Healer / Nightmare Nurse, Trish
- Emily O'Brien : Renee Chandler
- Rachel Kimsey : Angela
- Robin Atkin Downes : Butler
- Jim Meskimen : Beroul / Nergal
- Kevin Michael Richardson : Mahonin
- Rick Wasserman (en) : Mictlantecuhtli

### Voix françaises
- Axel Kiener : John Constantine
- Eilias Changuel : Chas Chandler
- Marie-Eugénie Maréchal : Asa the Healer / Nightmare Nurse
- Ariane Mourier : Renee Chandler
- Cécile d'Orlando : Angela
- Saïd Amadis : Beroul / Nergal
- Gilles Morvan : Mictlantecuhtli

Société de doublage VF : Deluxe, adaptation VF : Michel Berdah, direction artistique VF : Charlotte Corréa
 Source : voix françaises sur le carton du doublage français du DVD.

## Production

### Développement

Logo de la série de NBC qui précède la série d'animation

En 2014, Daniel Cerone et David S. Goyer adaptent le personnage de comics en série télévisée sur la chaîne NBC. Matt Ryan y interprète John Constantine. En raison des mauvaises audiences, la série Constantine est annulée.
En 2015, Matt Ryan reprend son rôle dans l'épisode 5 de la saison 4 de la série Arrow. En juillet 2016, The CW met à disposition la série sur sa plateforme CW Seed.
Dans une interview avec IGN, Mark Pedowitz a dit :

« Ils sont maintenant tous connectés quelque peu à l'Arrowverse. Nous voyons CW Seed comme une extension. C'est génial d'avoir Constantine. C'est une magnifique message pour tout le monde qui donne "venez sur CW Seed et ne vous vous ennuierez pas."  »

### Choix des interprètes
Matt Ryan, déjà présent dans la série Constantine, prête sa voix au personnage de John Constantine.
En janvier 2017, IGN demande à Greg Berlanti si d'autres personnages de la série de la NBC reviendront. Celui-ci a répondu : 

« Pour le moment, je pense que oui ! Ils m'ont dis un vendredi "On est en train de créer quelque chose avec Constantine et tu en feras parti !" et j'ai répondu "Génial". »

## Épisodes
| N° | Titre original           | Réalisation | Scénario        | 1re diffusion originale |
| -- | ------------------------ | ----------- | --------------- | ----------------------- |
| 1  | City of Demons: Part One | Doug Murphy | J. M. DeMatteis | 24 mars 2018            |
| 2  | City of Demons: Part Two | Doug Murphy | J. M. DeMatteis | 19 janvier 2019         |